# بريدن ويلسون
بريدن ويلسون (بالإنجليزية: Braden Wilson)‏ هو لاعب كرة قدم أمريكية أمريكي، ولد في 9 أكتوبر 1989 في سميث سنتر في الولايات المتحدة.

## وصلات خارجية
- بريدن ويلسون على موقع مرجع كرة القدم المحترفة.كوم (الإنجليزية)